# Chimo (scrittore)
Chimo (...) è uno scrittore francese, divenuto celebre nel 1997 con la pubblicazione del romanzo Lila dice, caso editoriale in Francia.
L'identità che si nasconde dietro lo pseudonimo non è mai stata rivelata.
Potrebbe trattarsi effettivamente di un giovane abitante della banlieu parigina, di origine maghrebina, come il protagonista-narratore del romanzo, ma il fatto che la prosa rozza, che riprende il linguaggio parlato, possa essere invece una precisa scelta stilistica, fa pensare ad uno scrittore già conosciuto. Sono state avanzate anche le ipotesi che si tratti dell'editore del romanzo, Olivier Orban, oppure di sua moglie (CHI - Christine Orban - M ["aime", "ama"] - O[livier]).

## Opere
- Lila dice (Lila dit ça) (1997) Mondadori 1997 ISBN 8804422106
- Il ricordo di Lila (J'ai peur) (1998) Tropea 1998